# دیوماهی خاردندان
دیوماهی خاردندان (نام علمی: Neoceratias spinifer) نام یک گونه از راسته قلابچه‌ماهی است.